# 大花飞蛾藤
大花飞蛾藤（学名：Porana spectabilis var. megalantha）为旋花科飞蛾藤属美飞蛾藤的变种。分布在中国大陆的海南、广西等地，生长于海拔620米至800米的地区，一般生长在山地疏林或灌丛中，目前尚未由人工引种栽培。

## 异名
- Porana spectabilis Kurz
- Tridynamia megalantha (Merr.) Staples